# مبانی زبان‌شناسی و کاربرد آن در زبان فارسی
مبانی زبان‌شناسی و کاربرد آن در زبان فارسی کتابی از ابوالحسن نجفی است که در آن مفاهیم و مباحث اساسی زبان‌شناسی امروز با زبانی ساده و درخور فهم عموم شرح داده شده‌است. این کتاب که عمدتاً بر پایه نظریه نقش‌گرایی آندره مارتینه نوشته شده، تا تابستان ۱۳۸۷ به چاپ دهم رسیده‌است.

## چاپ نخست
چاپ نخست این کتاب که در سال ۱۳۵۸ توسط انتشارات دانشگاه آزاد ایران منتشر شد، مورد توجه استادان و دانشجویان قرار گرفت و نسخه‌های آن به سرعت نایاب شد.

## ویرایش دوم
ویرایش دوم این کتاب در سال ۱۳۷۱ توسط انتشارات نیلوفر منتشر شد. ابوالحسن نجفی چنان‌که در مقدمه ویرایش دوم نوشته‌است، در نظر داشته کتاب را کامل‌تر کند و مباحث اساسی دیگر به ویژه معناشناسی، تحول زبان، روابط زبان و جامعه، سبک‌شناسی و ادبیات را بر آن بیفزاید، اما این کار به درازا کشیده و سرانجام ترجیح داده‌است همان تحریر نخست با بعضی اصلاحات و افزایش‌های لازم به چاپ برسد.